# Reichstagswahlkreis Königreich Sachsen 8

Die Wahlkreisaufteilung des Deutschen Reichs.

Der Reichstagswahlkreis Königreich Sachsen 8 (in der reichsweiten Durchnummerierung auch Reichstagswahlkreis 292; auch Reichstagswahlkreis Pirna genannt) war der achte Reichstagswahlkreis für das Königreich Sachsen für die Reichstagswahlen im Deutschen Reich und im Norddeutschen Bund von 1867 bis 1918.

## Wahlkreiszuschnitt
Der Wahlkreis umfasste die Amtshauptmannschaft Pirna ohne die Gemeinden Bonnewitz, Eschdorf mit Gutsbezirk und Wünschendorf bei Pirna, den Amtsgerichtsbezirk Lauenstein und die Gemeinde Johnsbach aus der Amtshauptmannschaft Dippoldiswalde und die Gemeinden Großdrebnitz und Kleindrebnitz aus der Amtshauptmannschaft Bautzen.
Dies entsprach ursprünglich der Stadt Pirna und den Gerichtsamtsbezirken Pirna und Stolpen, Neustadt, Sebnitz, Schandau, Königstein, Gottleuba und Lauenstein.
| Jahr | Einwohner |
| ---- | --------- |
| 1890 | 131.547   |
| 1895 | 136.975   |
| 1900 | 158.177   |
| 1905 | 166.055   |
| 1910 | 175.011   |

|      | Landwirtschaft | Industrie und Gewerbe | Handel und Dienstleistungen |
| ---- | -------------- | --------------------- | --------------------------- |
| 1895 | 34,1           | 46,7                  | 19,3                        |
| 1907 | 24,8           | 55,6                  | 19,6                        |

|      | Evangelisch | Katholisch |
| ---- | ----------- | ---------- |
| 1890 | 95,1        | 4,6        |
| 1905 | 94,2        | 5,6        |
| 1910 | 94,3        | 5,4        |

## Abgeordnete
| Wahl                                        | Abgeordneter            | Partei                  | Bild |
| ------------------------------------------- | ----------------------- | ----------------------- | ---- |
| Reichstagswahl Februar 1867 bis August 1867 | Theodor Reuning         | Altliberal              | 0    |
| Reichstagswahl August 1867 bis 1871         | Hermann Theodor Schreck | DFP                     | 0    |
| Ersatzwahl 1869 bis 1887                    | Arthur Eysoldt          | DFP                     | 0    |
| Reichstagswahl 1887 bis 1893                | Carl Ernst Grumbt       | DRP                     | 0    |
| Reichstagswahl 1893 bis 1903                | Carl Friedrich Lotze    | Antisemiten (Ref, DSRP) | 0    |
| Reichstagswahl 1903 bis 1907                | Karl Julius Fräßdorf    | SPD                     |      |
| Reichstagswahl 1907 bis 1912                | Otto Hanisch            | MVg                     | 0    |
| Reichstagswahl 1912 bis 1918                | Otto Rühle              | SPD                     |      |

## Wahlen

### 1867 (Februar)
Es fand nur ein Wahlgang statt. Die Zahl der gültigen Stimmen betrug 14.476.
| Kandidat        | Partei     | Stimmen | in % | Anmerkungen |
| --------------- | ---------- | ------- | ---- | ----------- |
| Theodor Reuning | Altliberal | 7384    | 0    | 0           |

### 1867 (August)
Es fand nur ein Wahlgang statt. Die Zahl der gültigen Stimmen betrug 7144.
| Kandidat                | Partei | Stimmen | in % | Anmerkungen |
| ----------------------- | ------ | ------- | ---- | ----------- |
| Hermann Theodor Schreck | F      | 5137    | 0    | 0           |

## Ersatzwahl 1869
Schreck legte das Mandat am 12. Februar 1869 nieder und es kam zu einer Ersatzwahl am 1. März 1869. Es fand ein Wahlgang statt.
| Kandidat       | Partei   | Stimmen | in % | Anmerkungen |
| -------------- | -------- | ------- | ---- | ----------- |
| Arthur Eysoldt | F        | 3508    | 0    | 0           |
| Graf von Rex   | Kons     | 1659    | 0    | 0           |
| Fritz Mende    | S (Lass) | 1509    | 0    | 0           |
| 0              | Sonstige | 87      | 0    | 0           |

### 1871
Es fand ein Wahlgang statt. 20.149 Männer waren wahlberechtigt. Die Zahl der abgegebenen Stimmen betrug 6942, 24 Stimmen waren ungültig. Die Wahlbeteiligung betrug 34,6 %.
| Kandidat       | Partei   | Stimmen | in % | Anmerkungen |
| -------------- | -------- | ------- | ---- | ----------- |
| Arthur Eysoldt | F        | 6575    | 0    | 0           |
| Otto-Walster   | S (Eis)  | 157     | 0    | 0           |
| 0              | Sonstige | 210     | 0    | 0           |

### 1874
Es fand ein Wahlgang statt. 21.970 Männer waren wahlberechtigt. Die Zahl der abgegebenen Stimmen betrug 9427, 63 Stimmen waren ungültig. Die Wahlbeteiligung betrug 43,3 %.
| Kandidat         | Partei   | Stimmen | in % | Anmerkungen |
| ---------------- | -------- | ------- | ---- | ----------- |
| Arthur Eysoldt   | F        | 7749    | 0    | 0           |
| Ulfert (-Weimar) | S        | 1396    | 0    | Expedient   |
| 0                | Sonstige | 82      | 0    | 0           |

### 1877
Es fand ein Wahlgang statt. 23.422 Männer waren wahlberechtigt. Die Zahl der abgegebenen Stimmen betrug 10.431, 88 Stimmen waren ungültig. Die Wahlbeteiligung betrug 44,9 %.
| Kandidat       | Partei   | Stimmen | in % | Anmerkungen            |
| -------------- | -------- | ------- | ---- | ---------------------- |
| Arthur Eysoldt | F        | 6050    | 0    | 0                      |
| von Koppenfels | Kons     | 3647    | 0    | Geheimer Regierungsrat |
| Peters         | S        | 715     | 0    | Restaurateur           |
| 0              | Sonstige | 19      | 0    | 0                      |

### 1878
Es fanden zwei Wahlgänge statt. 23.718 Männer waren wahlberechtigt. Die Zahl der abgegebenen Stimmen betrug im ersten Wahlgang 8878, 66 Stimmen waren ungültig. Die Wahlbeteiligung betrug 37,7 %.
| Kandidat       | Partei   | Stimmen | in % | Anmerkungen  |
| -------------- | -------- | ------- | ---- | ------------ |
| Arthur Eysoldt | F        | 4123    | 0    | 0            |
| von Ehrenstein | Kons     | 4016    | 0    | 0            |
| Peters         | S        | 694     | 0    | Restaurateur |
| 0              | Sonstige | 45      | 0    | 0            |

In der Stichwahl betrug die Zahl der abgegebenen Stimmen 11.224, 51 Stimmen waren ungültig. Die Wahlbeteiligung betrug 47,5 %.
| Kandidat       | Partei | Stimmen | in % | Anmerkungen |
| -------------- | ------ | ------- | ---- | ----------- |
| Arthur Eysoldt | F      | 7983    | 0    | 0           |
| von Ehrenstein | Kons   | 3241    | 0    | 0           |

### 1881
Es fand ein Wahlgang statt. 26.174 Männer waren wahlberechtigt. Die Zahl der abgegebenen Stimmen betrug 1.1637, 73 Stimmen waren ungültig. Die Wahlbeteiligung betrug 44,7 %.
| Kandidat       | Partei   | Stimmen | in % | Anmerkungen   |
| -------------- | -------- | ------- | ---- | ------------- |
| Arthur Eysoldt | F        | 6522    | 0    | 0             |
| von Ehrenstein | Kons     | 4543    | 0    | Amtshauptmann |
| Max Kayser     | S        | 362     | 0    | 0             |
| 0              | Sonstige | 10      | 0    | 0             |

### 1884
Es fanden zwei Wahlgänge statt. 24.166 Männer waren wahlberechtigt. Die Zahl der abgegebenen Stimmen betrug im ersten Wahlgang 12.050, 70 Stimmen waren ungültig. Die Wahlbeteiligung betrug 50,2 %.
| Kandidat       | Partei   | Stimmen | in % | Anmerkungen |
| -------------- | -------- | ------- | ---- | ----------- |
| Arthur Eysoldt | F        | 3882    | 0    | 0           |
|                | DRP      | 5925    | 0    | 0           |
|                | S        | 2227    | 0    | 0           |
| 0              | Sonstige | 16      | 0    | 0           |

In der Stichwahl betrug die Zahl der abgegebenen Stimmen 16338, 65 Stimmen waren ungültig. Die Wahlbeteiligung betrug 67,8 %.
| Kandidat       | Partei | Stimmen | in % | Anmerkungen |
| -------------- | ------ | ------- | ---- | ----------- |
| Arthur Eysoldt | F      | 9346    | 0    | 0           |
|                | DRP    | 6992    | 0    | 0           |

### 1887
Die Kartellparteien NKL und Konservative unterstützten Carl Ernst Grumbt. Es fand ein Wahlgang statt. 25.071 Männer waren wahlberechtigt. Die Zahl der abgegebenen Stimmen betrug 19.485, 50 Stimmen waren ungültig. Die Wahlbeteiligung betrug 77,9 %.
| Kandidat          | Partei   | Stimmen | in % | Anmerkungen |
| ----------------- | -------- | ------- | ---- | ----------- |
|                   | F        | 5847    | 0    | 0           |
| Carl Ernst Grumbt | DRP      | 11.920  | 0    | 0           |
|                   | S        | 1711    | 0    | 0           |
| 0                 | Sonstige | 7       | 0    | 0           |

### 1890
Die Kartellparteien NKL und Konservative unterstützten erneut Carl Ernst Grumbt. Es fanden zwei Wahlgänge statt. 26.301 Männer waren wahlberechtigt. Die Zahl der abgegebenen Stimmen betrug im ersten Wahlgang 20.301, 55 Stimmen waren ungültig. Die Wahlbeteiligung betrug 78,2 %.
| Kandidat          | Partei   | Stimmen | in % | Anmerkungen |
| ----------------- | -------- | ------- | ---- | ----------- |
| Arthur Eysoldt    | DFP      | 7169    | 35,0 | 0           |
| Carl Ernst Grumbt | RP       | 9411    | 45,9 | 0           |
| Emanuel Wurm      | SPD      | 3922    | 19,1 | 0           |
| 0                 | Sonstige | 3       | 0,0  | 0           |

Die Sozialdemokraten unterstützen in der Stichwahl den linksliberalen Kandidaten. In der Stichwahl betrug die Zahl der abgegebenen Stimmen 21.453, 45 Stimmen waren ungültig. Die Wahlbeteiligung betrug 81,6 %.
| Kandidat          | Partei | Stimmen | in % | Anmerkungen |
| ----------------- | ------ | ------- | ---- | ----------- |
| Arthur Eysoldt    | DFP    | 10.599  | 49,5 | 0           |
| Carl Ernst Grumbt | RP     | 10.809  | 50,5 | 0           |

### 1893
Konservative und NLP unterstützten Carl Friedrich Lotze. Ein Teil der Konservativen sowie der BdL stellten den Rittergutsbesitzer Höhnerbach dagegen als eigenen Kandidaten auf. Es fanden zwei Wahlgänge statt. 27.358 Männer waren wahlberechtigt. Die Zahl der abgegebenen Stimmen betrug im ersten Wahlgang 20.926, 47 Stimmen waren ungültig. Die Wahlbeteiligung betrug 76,5 %.
| Kandidat             | Partei   | Stimmen | in % | Anmerkungen                      |
| -------------------- | -------- | ------- | ---- | -------------------------------- |
| Carl Friedrich Lotze | DR       | 7805    | 37,4 | 0                                |
| Arthur Eysoldt       | FVP      | 3939    | 18,9 | 0                                |
| Höhnerbach           | Kons     | 1139    | 5,4  | Rittergutsbesitzer, Berthelsdorf |
| Karl Julius Fräßdorf | SPD      | 7889    | 38,3 | 0                                |
| 0                    | Sonstige | 7       | 0,0  | 0                                |

In der Stichwahl betrug die Zahl der abgegebenen Stimmen 22.247, 90 Stimmen waren ungültig. Die Wahlbeteiligung betrug 81,3 %.
| Kandidat             | Partei | Stimmen | in % | Anmerkungen |
| -------------------- | ------ | ------- | ---- | ----------- |
| Carl Friedrich Lotze | DR     | 12.429  | 56,1 | 0           |
| Karl Julius Fräßdorf | SPD    | 9728    | 43,9 | 0           |

### 1898
Konservative und NLP wollten eigentlich einen Kartellkandidaten aufstellen. Nachdem man sich nicht einig wurde, unterstützte man Lotze. Es fand ein Wahlgang statt. 30.442 Männer waren wahlberechtigt. Die Zahl der abgegebenen Stimmen betrug 21.857, 68 Stimmen waren ungültig. Die Wahlbeteiligung betrug 71,8 %.
| Kandidat             | Partei   | Stimmen | in % | Anmerkungen |
| -------------------- | -------- | ------- | ---- | ----------- |
| Carl Friedrich Lotze | DSR      | 11.118  | 51,0 | 0           |
| Otto Fischbeck       | FVP      | 652     | 3,0  | 0           |
| Karl Julius Fräßdorf | SPD      | 10.007  | 45,9 | 0           |
| 0                    | Sonstige | 12      | 0,1  | 0           |

### Ersatzwahl 1899
Da eine sozialdemokratische Wahlkampfveranstaltung widerrechtlich verboten worden war, wurde die Wahl in diesem Wahlkreis für ungültig erklärt und es kam am 18. September 1899 zu einer Ersatzwahl. Es fanden zwei Wahlgänge statt. 31.676 Männer waren wahlberechtigt. Die Zahl der abgegebenen Stimmen betrug im ersten Wahlgang 24.170, 73 Stimmen waren ungültig. Die Wahlbeteiligung betrug 76,3 %.
| Kandidat             | Partei   | Stimmen | in % | Anmerkungen            |
| -------------------- | -------- | ------- | ---- | ---------------------- |
| Carl Friedrich Lotze | DSR      | 10.692  | 44,4 | 0                      |
| Guido Strohbach      | FVP      | 1825    | 7,6  | Chemiker, Hertigswalde |
| Karl Julius Fräßdorf | SPD      | 11.571  | 48,0 | 0                      |
| 0                    | Sonstige | 9       | 0,0  | 0                      |

In der Stichwahl betrug die Zahl der abgegebenen Stimmen 26.027, 111 Stimmen waren ungültig. Die Wahlbeteiligung betrug 82,2 %.
| Kandidat             | Partei | Stimmen | in % | Anmerkungen |
| -------------------- | ------ | ------- | ---- | ----------- |
| Carl Friedrich Lotze | DSR    | 13.309  | 51,4 | 0           |
| Karl Julius Fräßdorf | SPD    | 12.607  | 48,6 | 0           |

### 1903
Lotze erhielt erneut die Unterstützung der Kartellparteien. Es fand ein Wahlgang statt. 33.052 Männer waren wahlberechtigt. Die Zahl der abgegebenen Stimmen betrug 27.093, 106 Stimmen waren ungültig. Die Wahlbeteiligung betrug 82,0 %.
| Kandidat             | Partei   | Stimmen | in % | Anmerkungen                                   |
| -------------------- | -------- | ------- | ---- | --------------------------------------------- |
| Carl Friedrich Lotze | DR       | 9566    | 35,5 | 0                                             |
| Heinrich Beck        | FVP      | 1399    | 5,2  | Bezirksschullehrer, Stadtverordneter, Dresden |
| Karl Julius Fräßdorf | SPD      | 15.905  | 58,9 | 0                                             |
| Felix Porsch         | Zentrum  | 110     | 0,4  | 0                                             |
| 0                    | Sonstige | 7       | 0,0  | 0                                             |

### 1907
Die Parteien des Bülow-Blocks einigten sich auf Otto Hanisch. Lediglich die FVP stellte einen Sonderkandidaten auf. Es fand ein Wahlgang statt. 34.527 Männer waren wahlberechtigt. Die Zahl der abgegebenen Stimmen betrug 30.884, 59 Stimmen waren ungültig. Die Wahlbeteiligung betrug 89,4 %.
| Kandidat             | Partei   | Stimmen | in % | Anmerkungen |
| -------------------- | -------- | ------- | ---- | ----------- |
| Julius Kopsch        | FVP      | 67      | 0,2  | 0           |
| Otto Hanisch         | MVg      | 16.235  | 52,7 | 0           |
| Karl Julius Fräßdorf | SPD      | 14.397  | 46,7 | 0           |
| Matthias Erzberger   | Zentrum  | 103     | 0,3  | 0           |
| 0                    | Sonstige | 23      | 0,1  | 0           |

### 1912
Der konservative Kandidat wurde auch von Antisemiten und Zentrum unterstützt. Schneider trat als gesamtliberaler Kandidat auch mit Unterstützung der FoVP an. Es fand ein Wahlgang statt. 36.575 Männer waren wahlberechtigt. Die Zahl der abgegebenen Stimmen betrug 33.105, 132 Stimmen waren ungültig. Die Wahlbeteiligung betrug 90,5 %.
| Kandidat            | Partei   | Stimmen | in % | Anmerkungen                    |
| ------------------- | -------- | ------- | ---- | ------------------------------ |
| Georg Hermann Böhme | Kons     | 7494    | 22,7 | Dr., MdL                       |
| R. Schneider        | NLP      | 8351    | 25,3 | Dr. Syndikus des BdL in Berlin |
| Otto Rühle          | SPD      | 17.108  | 51,9 | 0                              |
| 0                   | Sonstige | 20      | 0,1  | 0                              |